# 比拉什基 (波格列比謝區)
49°30′33″N 29°10′15″E / 49.50917°N 29.17083°E
比拉什基（烏克蘭語：Білашки），是烏克蘭的村落，位於該國西南部文尼察州，由文尼察區負責管轄，面積3平方公里，海拔高度241米，2001年人口360，人口密度每平方公里120人。